# Кирни, Крессон
Кирни Крессон Генри (англ. Cresson Henry Kearny; 7 января 1914 — 18 декабря 2003) — американский инженер, автор книг по выживанию, основанных в основном на исследованиях, произведённых для Ок-Риджской национальной лаборатории.

## Карьера
Кирни поступил в 1930-х в Texas Military Institute, церковное среднеообразовательное учреждение, где он стал командующим офицером кадетского корпуса, чемпионом по бегу и винтовочной стрельбе, и выпускником, произносящим прощальную речь для своего класса. Затем получил степень по гражданскому строительству в Принстонском университете, окончив с summa cum laude в 1937 году. После чего выиграл стипендию Родса и отправился на получение двух степеней по геологии в Оксфордском университете. В течение Судетского Кризиса, по его собственным словам, он действовал в качестве курьера для подпольной группы, помогавшей антинацистам сбежать из Чехословакии.
После окончания Оксфорда Кирни присоединился к экспедиции Королевского географического общества в Перуанские Анды. Затем он работал как геолог по разведке в компании Standard Oil в районе реки Ориноко джунглях Венесуэлы, где он познакомился со снаряжением и инструментами коренных обитателей региона. Позже он использовал информацию, полученную из этого опыта, для разработки специализированного снаряжения для вооружённых сил Соединённых Штатов.
В 1940 году Кирни пошёл на действительную военную службу в качестве лейтенанта пехоты в резерв армии США. Получив признание за свои навыки путешествий в джунгли и использования специализированных инструментов и оборудования, Кирни был вскоре назначен в Панаму в качестве Офицера Экспериментатора по джунглям в Мобильных Силах Панамы, и был повышен в звании до капитана. В этом качестве он работал над специализированным оборудованием для джунглей и пищевыми пайками пехоты США. Адаптация полевого рациона для джунглей и гамака для джунглей в качестве стандартного снаряжения Армии США во Второй Мировой Войне относят к деятельности Кирни, вместе с другими улучшениями тропического снаряжения, как например панамская-подошва в тропических ботинках и армейский штык M1942. Вскоре был повышен до звания майора и награждён орденом «Легион Почёта».
В 1943 году он взял в жёны May Willacy Eskridge из Сан-Антонио.
Позже Кирни поступил на службу в управление стратегических служб, где служил в качестве специалиста-взрывника в южном Китае в 1944 году. После разгрома японскими силами Китая ему удалось избежать плена, однако он получил серьёзное вирусное заболевание и был прикован к постели в течение многих месяцев. После долгого выздоровления Кирни ушел в отставку с действительной службы в армии США.
В 1961 году он занял должность по проведению гражданских оборонных исследований в негосударственной научно-исследовательской организации Hudson Institute. В 1964 году он начал работу в Ок-Риджской национальной лаборатории, в рамках проекта гражданской обороны. В течение Вьетнамской войны Кирни служил в качестве гражданского советника армии США и несколько раз посещал театр военных действий. Кирни Крессон Генри умер в 2003 году.
В некрологе в газете The New York Times его дочь Стефани написала: «На протяжении всей своей жизни он верил, что нужно быть готовыми к неприятностям».

## Опубликованные работы
В книге Nuclear War Survival Skills даются практические рекомендации по выживанию в условиях ядерной войны. Книга включает в себя планы таких устройств, как Воздушный Насос Кирни, Измеритель Радиоактивности Кирни, способы усиления взрывозащиты дверей и сооружения укрытий и другие сведения. Книга находится в публичном доступе.
Среди его работ также есть «Jungle Snafus … and Remedies», книга по истории разработки специализированного снаряжения для военных подразделений действующих в условиях джунглей, и книга «Will Civil Defense Work?» по гражданской обороне.